# Botenhuis

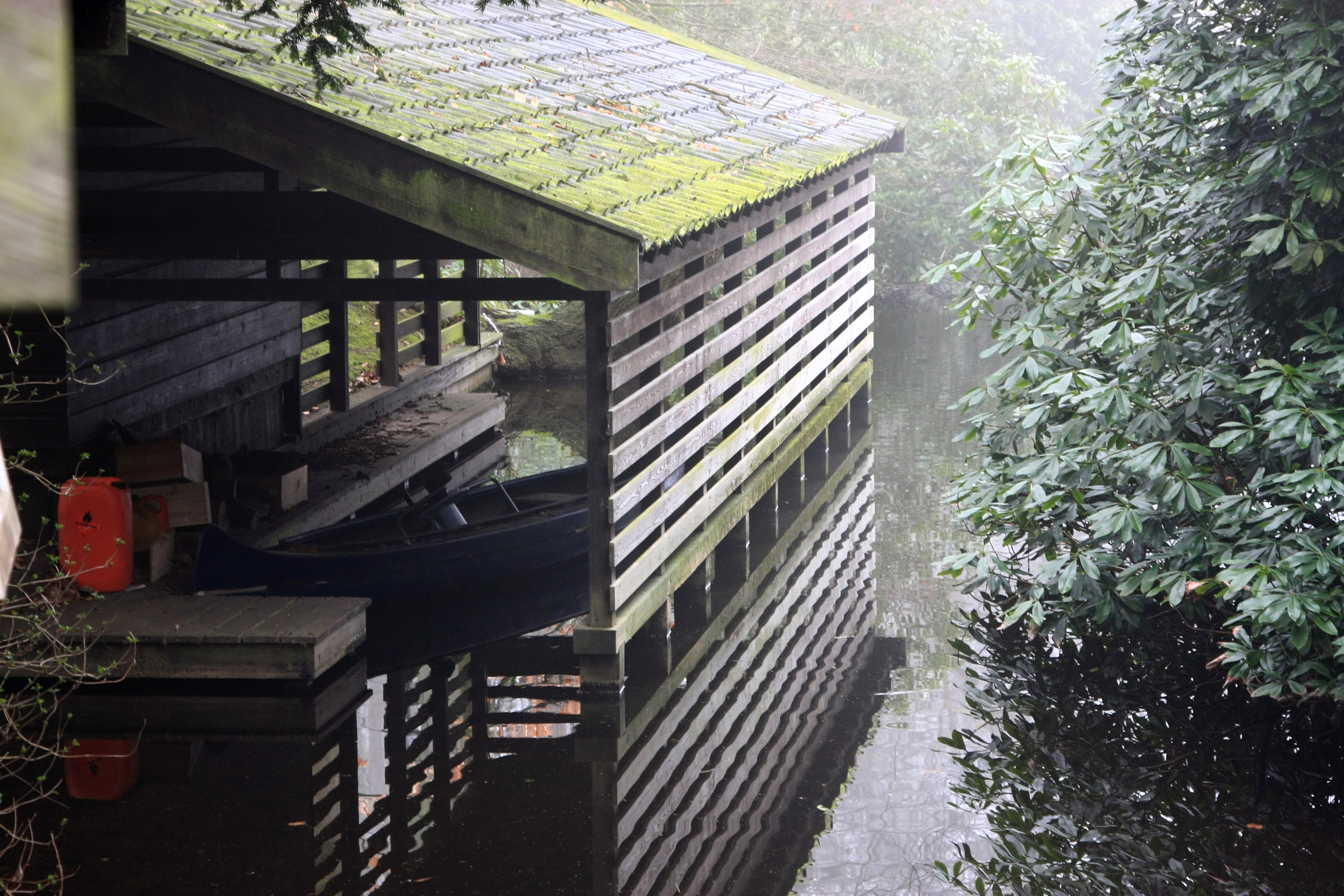
Boothuisje in het water bij Jagtlust.

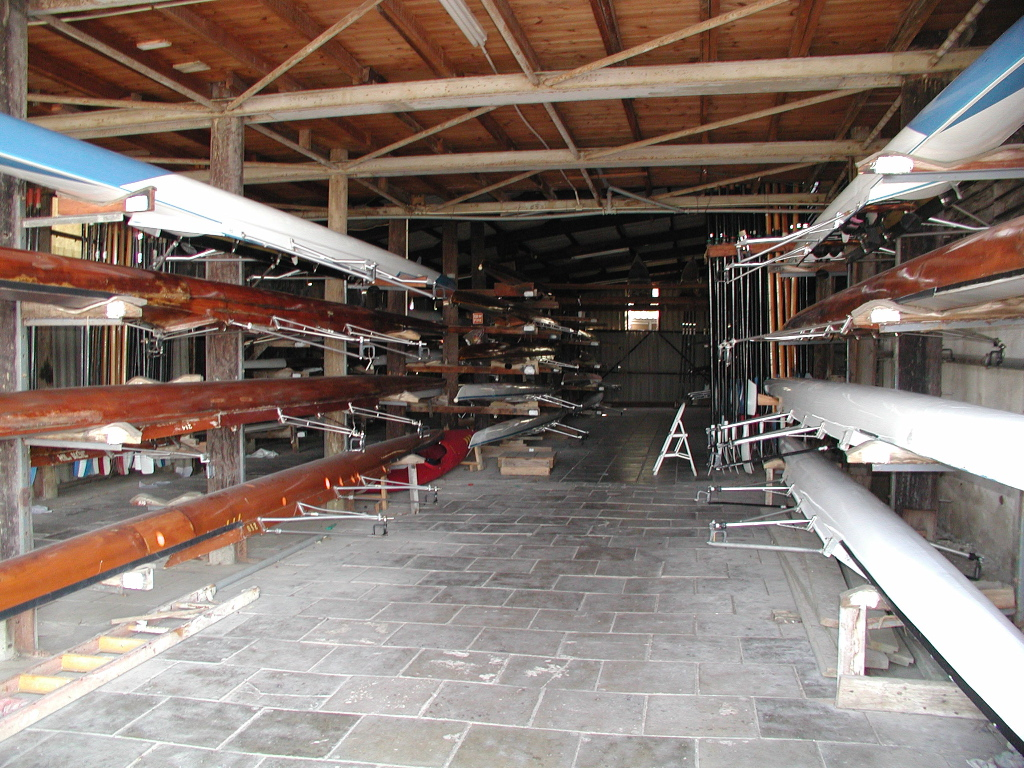
Botenhuis op de wal met opgeslagen roeiboten.

Een boothuis of botenhuis is een overdekte lig- of opslagplaats voor een of meer vaartuigen. Veelal bevinden boothuizen zich in of anders direct aan het water. Een boothuis kan uit een simpele kleine overkapping bestaan tot aan een compleet gesloten bouwwerk waarin onder andere meerdere vaartuigen en aanverwante materialen kunnen worden opgeslagen.